# 锦城春色 (电影)
《锦城春色》（英語：On the Town）是1949年的一部歌舞片，由伦纳德·伯恩斯坦和罗杰·伊甸斯作曲，贝蒂·伊登斯和阿道夫·格林作词。这是一部根据1944年百老汇创作的同名音乐剧改编的电影，与原始舞台版本在剧本和乐谱方面存在一些变化，比如，伯恩斯坦的大部分音乐都换成了伊甸斯的新歌，因为伊甸斯不喜欢伯恩斯坦的乐谱，认为太复杂太歌剧化。而这导致了伯恩斯坦拒绝参加电影的制作。
影片由吉恩·凯利和斯坦利·多南执导。出演影星有：弗兰克·辛纳屈、安·米勒、贝蒂·加勒特、朱尔斯·马沙恩和薇拉·艾伦。
影片很快获得了巨大的成功，并且赢得了奥斯卡最佳音乐奖，金球奖最佳摄影奖提名。编剧格林赢得美国编剧工会奖。